# مطار جيشي شينغايهو
مطار جيشي شينغايهو (بالإنجليزية: Jixi Xingkaihu Airport)‏ و(بالصينية: 鸡西兴凯湖机场) (إياتا: JXA، إيكاو: ZYJX) مطار عام يقع بمدينة Jidong في هيلونغجيانغ في الصين. يبلغ طول المدرج 2300 م .

## شركات الطيران والوجهات
| شركـات طيـران            | الوجهات                                                                                               |
| ------------------------ | --- |
| خطوط العاصمة بكين الجوية | مطار بكين داشينغ الدولي                                                                               |
| طيران الصين اكسبرس       | مطار داليان تشوشويزي الدولي، مطار تيانجين الدولي                                                      |
| خطوط جنوب الصين الجوية   | مطار بكين داشينغ الدولي، مطار قوانغتشو باييون الدولي، مطار هاربين الدولي، مطار شنيانغ تاوكسيان الدولي |
| خطوط شانغهاي الجوية      | مطار غينغادو جياودونغ الدولي، مطار شانغهاي هونغكياو الدولي                                            |

## وصلات خارجية
- http://www.flightstats.com/go/Airport/airportDetails.do?airportCode=JXA